# アッシリア東方教会
アッシリア東方教会（アッシリアとうほうきょうかい、シリア語 (マクロランゲージ): ܥܕܬܐ ܩܕܝܫܬܐ ܘܫܠܝܚܝܬܐ ܩܬܘܠܝܩܝ ܕܡܕܢܚܐ ܕܐܬܘܪ̈ܝܐ、英語: Holy Apostolic Catholic Assyrian Church of the East, Assyrian Church of the East）は、サーサーン朝を経由して唐代の中国に渡り景教となった、古代のネストリウス派（東方教会（英語: Church of the East）とも呼ばれる）の流れを継承し、東方諸教会に分類されるキリスト教の教派のひとつである。アッシリア教会、アッシリア東方使徒教会、東方アッシリア教会とも。アッシリア正教会と呼ばれることもあるが、当該教会は「オーソドックス（Orthodox：正教）」に類する自称を用いないのでこの呼称は誤りである。
三位一体論を支持していないと誤解されることがあるが、三位一体論（ニカイア・コンスタンティノポリス信条）は認めている。

## 歴史

キリスト教の教派分岐の概略。この図はあくまで概略であり、より詳細な分類方法と経緯があることに注意。

431年にコンスタンティノープルの大主教ネストリウスがエフェソス公会議で異端とされて破門された。この時、彼の説を支持する者たちが東方へ渡り、そのうちの一派が5世紀に当時サーサーン朝ペルシア帝国の領土であったメソポタミア（現：イラク）にて布教したのが今日のアッシリア東方教会の始まりであると説明されることが多い。しかし、いわゆる「ネストリウス派」の母体となったシリア語キリスト教徒コミュニティーは2世紀中に既にパルティア領内に成立し、公会議の動向と関係なくサーサーン朝内でも存続・拡大しており、この教会共同体が5世紀にネストリウスと同じ立場に立つ人々の受け皿になったものである。事実、ペルシア領内のキリスト教教会はネストリウス問題が起こる前の410年にセレウキア・クテシフォンの主教がサーサーン朝皇帝ヤズデギルド1世の庇護のもと開催された会議で「東方の全キリスト教徒の長」の称号を与えられ、426年にはアンティオキア総主教の管轄から外れ、その長が「カトリコス」（のちに「総主教」）を名乗ることが決議されている。サーサーン朝の歴代皇帝による保護に、ビザンツ帝国およびその正統教会（カルケドン派）による「ネストリウス派」の異端視が関わってくるのは、5世紀後半以降のことにすぎない。486年には、カトリコス・アカキオスが開催したセレウキア教会会議でモプスエスティアのテオドロスの教えに基づく神学が採択されている。
644年にイスラム教徒のアラブ人がサーサーン朝を滅ぼしてもその扱いは大きく変わらず、宮廷に出入りしてカリフの前で宗教討論を行いアリストテレス『トピカ』の翻訳にも関わったティモテオス1世（在位780-823）、ギリシア語の哲学書・医学書をアラビア語訳したフナイン・イブン・イスハーク（809-873）らを輩出した。さらに東方へ進出して中央アジアや唐などの外地で布教活動を行う者も少なくなかった。そのうちの南西インドのマラバール海岸（ゴア州からコモリン岬に渡って広がる、アラビア海に面した西ガーツ山脈より西側の地域）に渡った一派はナスラーニー（紀元52年の聖トマスの宣教によりキリスト教に改宗したユダヤ人の末裔。トマス派とも）と合流し、カルデア・シリア教会の流れにつながる（図の説明参照）。その後イスラームへの改宗などにより信徒数は漸減し、イルハン朝期には一時的に教勢を回復したものの、引き続きのイスラームへの改宗により壊滅的打撃を受け、山岳地帯とその周辺部の少数派として現在にまで至っている。

（インドにおける諸教会の系統を示す図）現在、インドにおいてアッシリア東方教会に属するカルデア・シリア教会は（図の最下段）は、17世紀にポルトガル勢力の影響を受けてローマ・カトリックを受け入れた一派（1665年の分岐の下側）のうち、19世紀に教会の自主性を求めてローマ・カトリックを離脱し（1814年の分岐）、アッシリア東方教会に属するようなったものである。

アッシリア東方教会の一部は1553年にローマ教皇庁に帰一し、カルデア典礼カトリック教会（東方典礼カトリック教会のひとつ）を形成した。
なお、欧米の文献においては古代のネストリウス派そのものをアッシリア東方教会と呼ぶこともある。
インドのカルデア・シリア教会は、現在アッシリア東方教会の子教会となっている。またアッシリア東方教会からの派生として、1968年にバグダードで分裂・独立した古代東方教会（Ancient Church of the East）がある。

## 教派間関係
東方諸教会のうち、俗に単性論教会とも呼ばれる（自身の教理は単性論ではなく「合性論」であると主張する）非カルケドン派正教会の多くの教会は「正教会」の称号を用いており、これらは英語で「オリエンタル・オーソドックス（Oriental Orthodox：オリエント正教）」と呼ばれるフル・コミュニオン（相互領聖）関係を構築している。対してアッシリア東方教会は、この関係には加わっていない。
1994年には、アッシリア東方教会の総主教マル･ディンハ4世と、ローマ・カトリック教会の当時の教皇ヨハネ・パウロ2世が『キリスト理解におけるカトリック教会とアッシリア東方教会の共同宣言（英語版）』に調印し、「両教会は互いの典礼と信心を尊重する」と述べた。

## 中東における迫害
アッシリア人・アッシリア東方教会信徒は、オスマン帝国の崩壊時において、アルメニア大虐殺と並行して、1914年から1920年の間にジェノサイドの対象となった。一説には50万人から70万人の犠牲者が出たとされ、アッシリア・カトリコス総主教だったマル・シムン22世も犠牲者となった。
現代のイラクでも他のキリスト教徒同様テロや脅迫などの迫害にあっている。地域によっては地元のイスラム共同体からジズヤの支払いを要求されている場合もある。

## 現況
現在の信者はイラク、アメリカ合衆国などに広く分布し、現在の総主教庁はアメリカ・イリノイ州にある。大主教区は「インド」、「イラク・ロシア」、「豪州・ニュージーランド・レバノン」の3つ、さらに主教区がアメリカ東部、アメリカ西部、カリフォルニア、カナダ、ロシア、欧州、シリア、イランなどに設けられている。

## ギャラリー

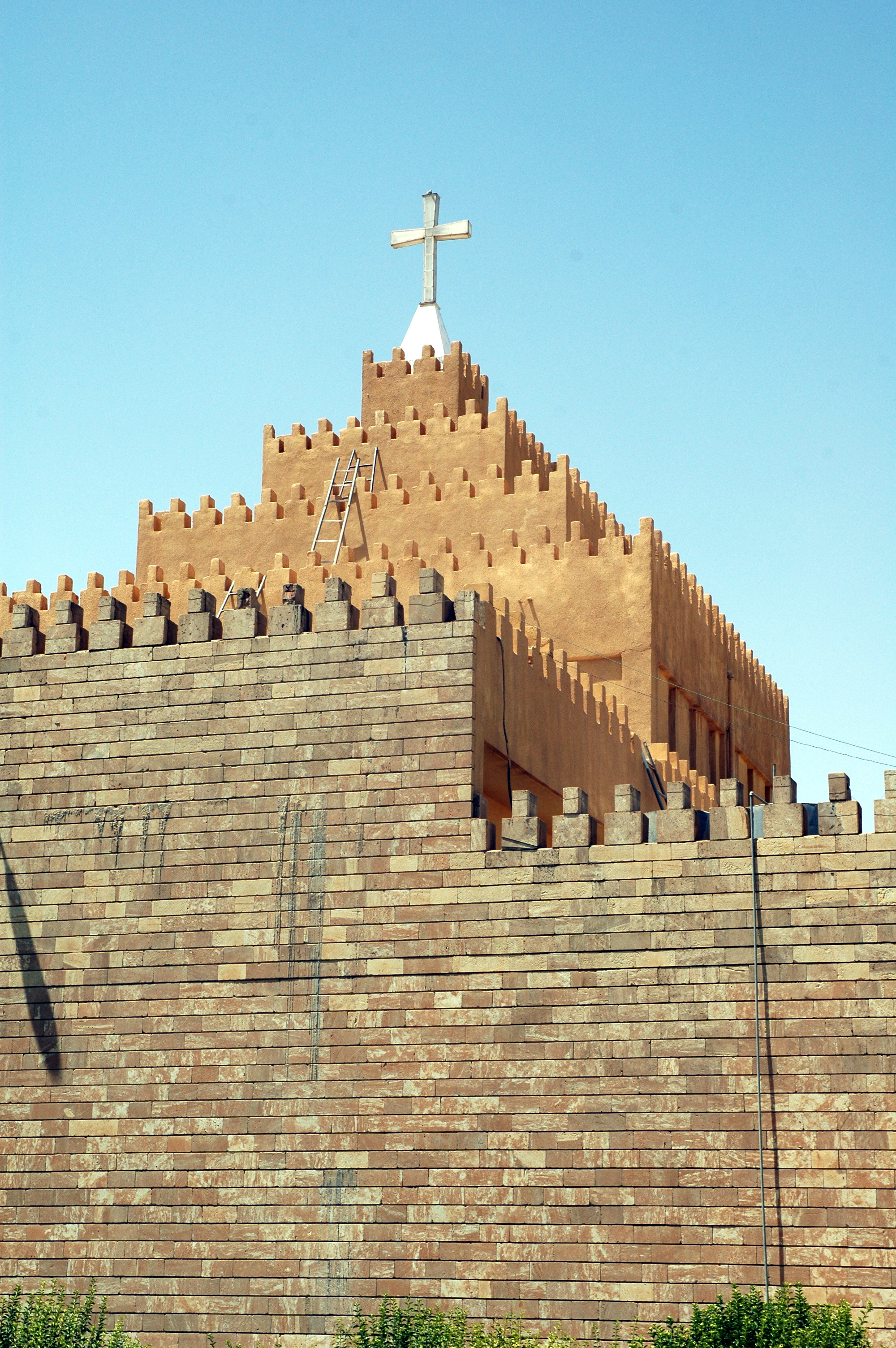
イラク、クルディスタンにある聖堂（2005年撮影）
1915年の虐殺を記す碑（パリ近郊）
19世紀ペルシアのアッシリア人達